# Château Saint-Maire

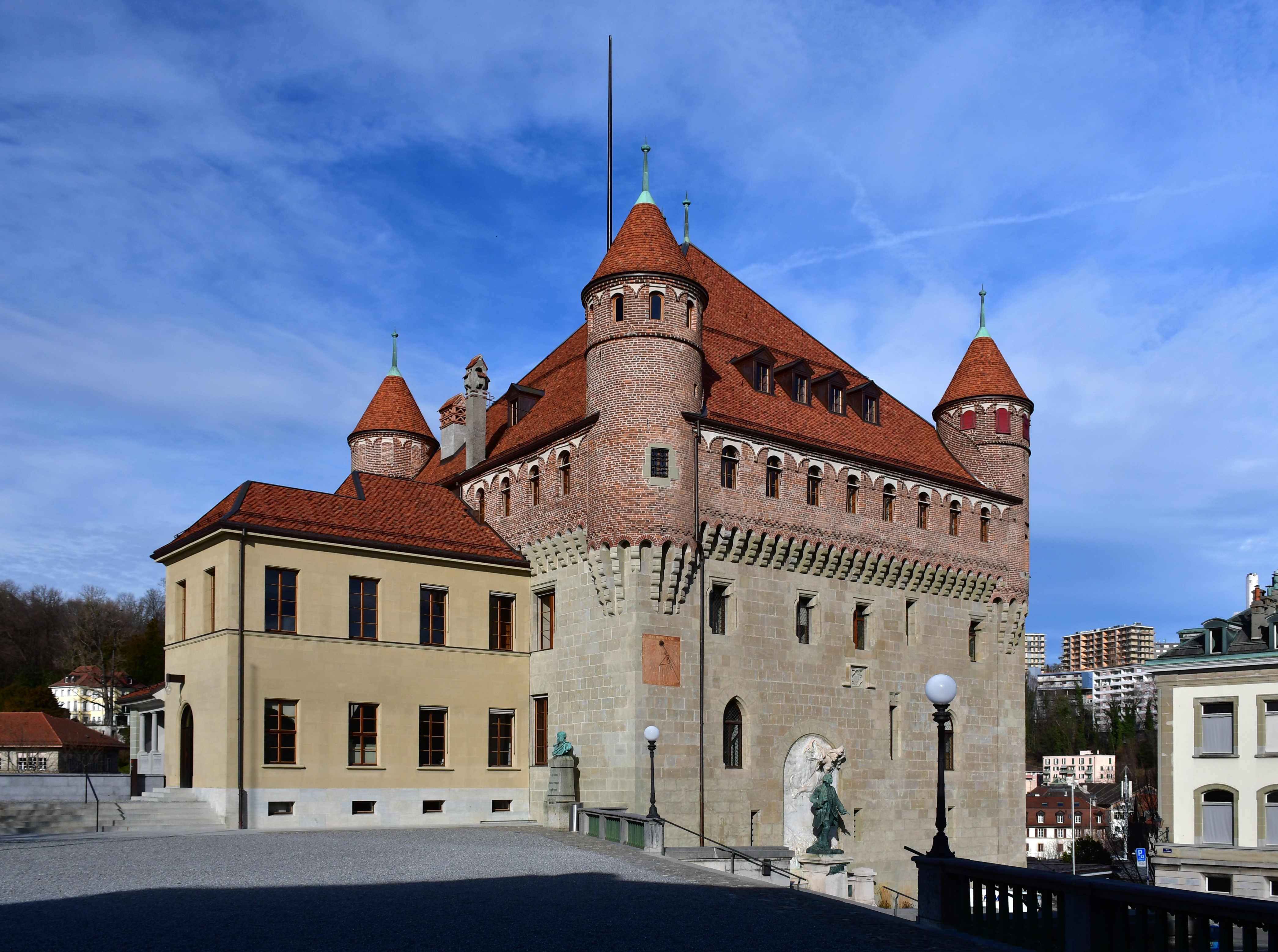
Château Saint-Maire

Château Saint-Maire este un castel situat în centrul orașului Lausanne, Elveția. El este declarat monument național.

## Istoric
Castelul a fost clădit între anii 1397 - 1406, din ordinul episcopului din Lausanne. Construcția castelului a început sub conducerea lui Guillaume de Menthonay, care a fost însă ucis de frizerul său în 1406.  Lucrările de construcție au fost continuate sub îndrumarea lui Guillaume de Challant. În aceea epocă erau caracteristice construcțiile fortărețelelor într-o formă cubică care cuprindea pe lângă locuințe și elemente cu scop de apărare. El a rezistat în anul 1492 în fața trupelor episcopale care au asediat castelul pentru pedepsirea cetățenilor răsculați. Château Saint-Maire a fost însă cucerit în 1536 de bernezi, aflați sub conducerea lui Naegeli. Ultimul episcop, Sébastien de Montfalcon, a trebuit să fugă, iar castelul intră în posesia primarului din Berna, care a luat măsuri de extindere a lui. După 11 ani în 1798, Louis von Büren ultimul castelan este rugat să părăsească castelul. Prin secolul XIX au fost întreprinse o serie de lucrări de extindere și renovare. Din 1811 el aparține de cantonul Vaud, în prezent castelul fiind reședința primăriei cantonului.